# Thurmond
Thurmond è un comune degli Stati Uniti d'America, situato nello Stato della Virginia Occidentale, nella contea di Fayette.
La popolazione era di 5 persone al censimento del 2020. Durante il periodo di massimo splendore grazie all'estrazione del carbone nella New River Gorge, Thurmond era una città prospera con numerose attività commerciali e strutture. La maggior parte di Thurmond è di proprietà del National Park Service per il New River Gorge National Park and Preserve. Il deposito ferroviario passeggeri C&O in città è stato rinnovato nel 1995 e ora funge da centro visitatori di Park Service. 
Thurmond è il comune meno popoloso del West Virginia.
Durante le elezioni cittadine del 14 giugno 2005, sei dei sette residenti della città hanno cercato una carica elettiva.

## Storia
Thurmond fu costituita nel 1900 e prese il nome dal capitano WD Thurmond, che si stabilì qui nel 1844. Prestò servizio nell'esercito confederato e nel 1873 ricevette 73 acri nel sito, come pagamento per un lavoro di rilevamento. Morì nel 1910, all'età di 90 anni.
L'ufficio postale di Thurmond è stato istituito nel 1888 e interrotto nel 1995. La comunità rimase piccola fino a quando Thomas G. McKell di Glen Jean non negoziò con la Chesapeake and Ohio Railway un incrocio a Dunloup Creek nel 1892. WD Thurmond bandì l'alcol dalle sue terre, che comprendevano la parte originariamente incorporata della città. Il Dun Glen Hotel era appena fuori dalla parte incorporata. Un distretto chiamato "Ballyhack" o "Balahack" sul lato sud vicino al Dun Glen divenne famoso come il quartiere a luci rosse di Thurmond.
In città c'erano due alberghi; uno si chiamava Lafayette (conosciuto localmente come "Lay-flat"), che era vicino alla ferrovia, e il Dun Glen da 100 stanze, aperto nel 1901, divenne un resort di fama nazionale quest'ultimo, bruciò nel 1930, segnando l'inizio di un declino che renderà Thurmond una città fantasma negli anni '50. 
La Thurmond National Bank (di proprietà di Thurmond) chiuse nel 1931 e la New River Bank (di proprietà dei McKells) si trasferì a Oak Hill (Virginia Occidentale) nel 1935.